# Чепелев, Аркадий Егорович
Арка́дий Его́рович Че́пелев (24 января 1915, посёлок Тамлык, Воронежский уезд, Воронежская губерния, Российская империя — 31 июля 1985, Воронеж, Воронежская область, РСФСР, СССР) — старшина Рабоче-крестьянской Красной Армии, участник Великой Отечественной войны, Герой Советского Союза (1944).

## Биография
Родился 24 января 1915 года в посёлке Тамлык (ныне — Новоусманский район Воронежской области). После окончания четырёх классов школы проживал и работал в Воронеже. В апреле 1941 года был призван на службу в Рабоче-крестьянскую Красную Армию. С того же года — на фронтах Великой Отечественной войны.
К сентябрю 1943 года старший сержант Аркадий Чепелев командовал отделением 180-го отдельного сапёрного батальона 167-й стрелковой дивизии 38-й армии 1-го Украинского фронта. Отличился во время битвы за Днепр. 26 сентября 1943 года занимался переправой советских частей с их вооружением и боеприпасами через Днепр в районе села Вышгород Киевской области Украинской ССР. 3 ноября 1943 года лично участвовал в отражении немецких контратак на плацдарме.
Указом Президиума Верховного Совета СССР «О присвоении звания Героя Советского Союза генералам, офицерскому, сержантскому и рядовому составу Красной Армии» от 10 января 1944 года за «образцовое выполнение боевых заданий командования на фронте борьбы с немецко-фашистскими захватчиками и проявленные при этом отвагу и геройство» был удостоен высокого звания Героя Советского Союза с вручением ордена Ленина и медали «Золотая Звезда».
После окончания войны был демобилизован в звании старшины. Проживал и работал в Воронеже. Скончался 31 июля 1985 года, похоронен на Юго-Западном кладбище Воронежа.
Был также награждён орденами Отечественной войны 1-й и 2-й степеней, орденом Красной Звезды и рядом медалей.